# Amata waldowi
Amata waldowi är en fjärilsart som beskrevs av Karl Grünberg 1907. Amata waldowi ingår i släktet Amata och familjen björnspinnare. Inga underarter finns listade i Catalogue of Life.